# Safareigs de la Creu Alta
Els Safareigs de la Creu Alta són un monument del municipi de Sabadell (Vallès Occidental) protegits com a bé cultural d'interès local.

## Descripció
Edifici aïllat, d'una sola planta, situat entre els carrers Borràs, Pius XI i Sant Isidre. Malgrat la senzillesa de l'obra i el seu deteriorament, encara conserva elements que mostren el tractament acurat amb què es va realitzar, especialment pel que fa a l'exterior. Les façanes tenen un basament amb recobriment de pedres irregulars. La part central conserva restes de l'arrebossat que cobria el maó i d'un senzill esgrafiat d'ones i espirals d'inspiració marina. Les formes del coronament són mixtilínies. Les obertures, molt modificades, són rectangulars.

## Història
Es tracta d'una construcció característica d'aquest tipus d'equipaments del període anterior al subministrament públic d'aigua a la vila.
Els elements que la configuren pertanyen a l'estil noucentista i permeten atribuir-li una datació aproximada entre 1910 i 1930. L'any 1993 ja es trobava en procés de degradació. Durant la primera dècada dels 2000 es va rehabilitar i transformar en una biblioteca pública.